# İsmayıllı
İsmayıllı este un oraș din Azerbaidjan.